# 石田英一郎
石田 英一郎（いしだ えいいちろう、1903年6月30日 - 1968年11月9日）は、日本の文化人類学者・民族学者。元男爵。

## 経歴
出生から修学期
1903年、男爵石田八弥の長男として大阪府で誕生。父の死去に伴い、1925年6月1日に男爵を襲爵。天王寺中学から東京府立四中に転校し、卒業。第一高等学校文科に進学したが、肋膜炎を患い休学。1年遅れて復学した後、菊川忠雄の勧誘を受けて一高内の社会思想研究会に入会した。
1924年、第一高等学校文科を卒業業して、京都帝国大学経済学部に進学するも京都学連事件により中退。
京都学連事件以降(戦前)
京都学連事件に連座したことに伴い、1926年3月24日に爵位を返上。不敬罪と出版法違反の容疑で逮捕され入獄したが、不敬罪については1927年の大喪の礼に伴う恩赦で赦免された。翌1928年2月、関西滞在中に日本共産党神戸地方委員会委員長であった板野勝次から接触を受け、推薦を受けて共産党に入党する。この共産党での活動から三・一五事件に連座し、大阪刑務所に入獄する。刑務所では転向宣言こそしなかったものの唯物史観の思想から離れ、膨大な量の読書を通じて民俗学や文化人類学に傾倒した。
1934年に出獄すると、柳田国男宅で行われていた民俗学の勉強会に顔を出すようになった。この席で民俗学者であった岡正雄を知り合い、妻となる布佐子を紹介された。1936年、石田は布佐子と結婚。翌1937年、岡が留学していたウィーン大学に妻同伴で2年間留学した。大学では歴史民族学を専攻。1944年、蒙古善隣協会西北研究所次長に就任。
太平洋戦争後
戦後の1948年、『河童駒引考』を出版。1949年に法政大学教授に就いた。1951年、東京大学教養学部教授となり、文化人類学教室の初代主任を務めた。また、第1次東京大学アンデス学術調査団団長として調査隊を組織した。1961年、学位論文『河童伝説：日本の水精河童と馬を水中に引き入れんとするその習性とに関する比較民族学的研究』を東京大学に提出して文学博士の学位を取得。1964年に東京大学を定年退官。
東京大学定年退官後は、東北大学日本文化研究施設教授、埼玉大学教養学部総合文化課程（文化人類学コース）教授などを務めた。また、学界では日本民族学会会長を務めた。1968年、多摩美術大学学長に就任。全国的な大学紛争の嵐の中、多摩美術大学でも学生らによる騒ぎが起きたが、治安維持法違反第1号という若き日の闘争経歴を背景に自ら理論闘争の口火を切り、学生運動を鎮静化させた。しかし、激務がたたり就任7か月目の同年11月19日、肺がんにより没した。

## 受賞・栄典
- 1967年：『マヤ文明』で毎日出版文化賞受賞。

## 研究内容・業績
没後に『石田英一郎全集』（全8巻）が刊行された。

## 家族・親族
- 父：石田八弥 (1863-1925)は工学博士。秋田県平民・奈良又助（花輪町の豪商）の五男に生まれ、男爵石田英吉の養子となり、英吉の長女ユウと結婚し、襲爵。土佐藩出身の幕末志士石田英吉の後嗣。帝国大学工科大学採鉱鉱冶金学科を卒業。大学院を経て小真木鉱山入社。その後三菱に転じ、ドイツのフライベルク鉱山学校留学、帰国後御料局技師、工科大学教授を経て、大阪精錬所長、三菱大阪支店副長、三菱鉱業研究所初代所長。[15][16]
- 義兄：横山助成 は長姉スマの夫。警視総監。助成の姪の子に阿部牧郎。
- 妻・布佐子は松岡鼎の孫。大叔父に柳田国男など。

## 著書

### 単著書
- 『河童駒引考：比較民族学的研究』筑摩書房 1948
  - 再版 東京大学出版会 1966
  - 文庫化 岩波文庫 1994[17]
- 『一寸法師』弘文堂(アテネ文庫) 1948
- 『うたう木の葉：デンマーク童話集』福村書店 1950
- 『民族学の基本問題』北隆館 1950
- 『文化人類学ノート』河出文庫 1955
  - 新版 学生社 1975
  - 再版 新泉社 1982
- 『桃太郎の母：比較民族学的論集』法政大学出版局 1956
  - 改題文庫化『桃太郎の母：ある文化史的研究』講談社文庫 1972
  - 文庫化 講談社学術文庫 1984[18]
  - 新訂版 講談社文庫 2007[19]
  - 電子書籍再刊 2021年
- 『文化人類学序説』時潮社 1959
  - 改題文庫化『文化人類学入門』講談社学術文庫 1976[20]
- 『東西抄：日本・西洋・人間』筑摩書房 1965
  - 選書化 筑摩叢書 1967
- 『マヤ文明：世界史に残る謎』中公新書 1967
- 『人間を求めて 角川書店 1968
- 『日本文化論 筑摩書房 1969
  - 新版 筑摩書房1982年
  - 文庫化 ちくま文庫 1987[21]
- 『人間と文化の探求 文藝春秋<人と思想> 1970

### 著作集
- 『石田英一郎全集』 筑摩書房（全8巻） 1970-1972
  - 新装版 1977-1978

1. 「文化人類学序説／文化とは何か ほか」
2. 「文化人類学ノート／歴史科学としての民俗学と民族学 ほか」
3. 「東西抄／日本文化論 ほか」
4. 「人間を求めて／日本国家の起源 ほか」
5. 「河童駒引考 ほか」
6. 「桃太郎の母 ほか」
7. 「マヤ文明／ラテン・アメリカの歴史と文化 ほか」
8. 「人類と文明の誕生 ほか」

- 『石田英一郎対談集 文化とヒューマニズム』筑摩叢書 1970
  - 復刊1985

### 共編著
- 『人類学概説』寺田和夫・石川栄吉共著、日本評論新社 1958
- 『人類の誕生』寺田和夫共著、中西立太・絵、 小学館 1960[22]
- 『人類学』東京大学出版会 1961
  - 新版 1978年
- 『日本民族の起源：対談と討論』角川書店 1958
  - 新版 1966年
- 『日本国家の起源 シンポジウム』角川新書 1966
  - 選書化 角川選書 1976
- 『日本農耕文化の起源 シンポジウム』泉靖一共編、角川新書 1968
  - 改題再版『日本文化の源流』角川選書 1975

### 訳書
- 『人類の百万年：人類学入門』アシュレー・モンテギュー著、時事通信社(時事新書) 1959[23]、NCID BN06074446

### メディアほか出演番組
- 「文明の起源」（NHK教育）

## 石田英一郎に関する資料

### 評伝
- 『石田英一郎 : 河童論』(日本民俗文化大系 8) 山口昌男ほか解説、講談社 1979――評伝と著作解説
- 『河童のコスモロジー：石田英一郎の思想と学問』山口昌男著、講談社学術文庫 1986――改訂版の単著
- 『反逆する華族：「消えた昭和史」を掘り起こす』浅見雅男著、平凡社新書 2013[24]